# Ronjenje s disalicom
Ronjenje s disalicom (eng. snorkeling) je praksa plivanja i ronjenja s opremom, koja uključuje disalicu u obliku cijevi i peraje. U hladnijim vodama, nosi se i ronilačko odijelo.
Disalica omogućuje promatranje podvodnih atrakcija na dulje vrijeme s relativno malo truda. Ronjenje je popularna rekreacijska aktivnost, osobito u tropima i na popularnim ronilačkim destinacijama. Prednost ronjenja s disalicom je promatranje podvodnoga života u prirodnom okruženju bez komplicirane opreme i obuke potrebne za klasično ronjenje. Njime se mogu baviti sve generacije. 
Ronjenje s disalicom temelj je za neke podvodne športove kao što su: podvodni hokej i podvodni ragbi. Koristi se i za pretraživanje podmorja u akcijama traganja i spašavanja.
Ronjenje s disalicom ne zahtijeva posebnu obuku, samo sposobnost plivanja, ronjenja i disanja kroz disalicu. Ali zahtijeva oprez. Preporučljivo je roniti u duetu ili grupi u slučaju, da se nešto nepredviđeno dogodi. Ponekad se nosi i zaštitna odjeća zbog prejakoga sunčevoga zračenja.

## Zanimljivosti
Preteča je bilo korištenje stabljike trstike. Također među Da Vincijevim izumima nalaze se i neka rješenja za ronjenje. Između ostalih, izumio je napravu s pomoću koje se atmosferski zrak diše kroz cijev koja pluta na površini.